# Geschichte des österreichischen Stummfilms
Die Geschichte des österreichischen Stummfilms ist eine in vielerlei Hinsicht ungewöhnliche. Nach der Präsentation des ersten Cinématographeen in Wien durch die Brüder Lumière im Jahre 1896 (siehe auch: Österreichische Kinogeschichte) dauerte es rund 10 Jahre, bis sich erstmals Österreicher an die kommerzielle Herstellung von Filmen wagten. Erst 1910 begann eine kontinuierliche Filmproduktion einzusetzen und während des Ersten Weltkrieges wird der Aufbau einer eigenständigen Filmindustrie nachgeholt.
Wesentliche Antreiber dieser Entwicklung waren die beiden ersten und größten österreichischen Filmproduktionsgesellschaften, die Wiener Kunstfilm-Industrie und die Sascha Filmindustrie. Nach Kriegsende nahm die österreichische Filmproduktion weiter stark zu und zahlreiche Filmgesellschaften wurden gegründet. Der jährliche Filmausstoß erhöhte sich von kaum einem Dutzend zu Kriegsbeginn auf etwa 100 im Jahr 1918 und betrug zwischen 1919 und 1923 jährlich 130 bis 140 Filme. Wie Deutschland profitierte die österreichische Filmindustrie von der darniederliegenden Filmproduktion im übrigen Europa nach Kriegsende und von der hohen Inflation im eigenen Land. Diese machte heimische Filmproduktionen für ausländische Käufer vergleichsweise billig, während die Qualität mit dem internationalen Niveau mithalten konnte.
Dieser Boom flaut ab 1923 wieder ab, als die hochwirtschaftlich arbeitende Filmindustrie Hollywoods in den 1920er-Jahren den Weltmarkt unter großen Druck setzt und die zurückgehende Inflation österreichische Filmproduktionen im Ausland zudem noch verteuert. Diese Krise überleben nur wenige größere Filmproduzenten.
In der vergleichsweise kurzen, aber umso intensiveren österreichischen Stummfilmzeit, wurden neben absatzorientierter Massenware wie Monumentalfilmen auch Beiträge zum expressionistischen Film geleistet sowie zahlreiche Filmtalente, die es im Ausland später zu Weltruhm brachten, von österreichischen Filmproduzenten entdeckt und gefördert.

## Vorgeschichte: Beiträge zur Entwicklung der Filmtechnik

Vorführung einer Laterna magica

Bereits Jahrzehnte vor der ersten Filmvorführung beginnt die Geschichte der Filmkunst in Österreich mit der Erfindung des „Lebensrads“ („Zauberscheiben“) durch den Tiroler Mathematiker und Astronomen Simon Stampfer. Einige Jahre später führte Franz von Uchatius Versuche durch, die „Zauberscheiben“ mit der Laterna magica zu kombinieren, damit die bewegten Bilder mehreren Personen gleichzeitig vorgeführt werden können. Daraus entstand der „Apparat zur Darstellung beweglicher Bilder“, der vom Schausteller und Zauberkünstler Ludwig Döbler am 14. Jänner 1847 im Josefstädter Theater das erste Mal vorgeführt wurde. Grundvoraussetzung hierfür waren das erste lichtstarke Porträtobjektiv, das von Josef Maximilian Petzval 1840 berechnete Petzvalobjektiv, das vom Wiener Optiker und Mechaniker Peter Wilhelm Friedrich von Voigtländer geschliffen wurde.
Viktor von Reitzner meldete am 25. Jänner 1891 einen „photographischen, continuierlich wirkenden Serien- und Projectionsapparat“ zum „Privileg“ (=Patent) an, im März erfolgt auch ein Patent in Deutschland. Die Auswertung erfolgte jedoch erst 1896 unter dem Namen „Kinetograf“. Theodor Reich wiederum entwarf bereits 1887 Skizzen für einen Cinématographeen, ließ diese jedoch nicht patentieren. 1895, noch bevor die Brüder Lumière ihren Kinematographen präsentierten, konstruierte Theodor Reich beim Versuch, einen Chronophotographen herzustellen, ebenfalls einen Kinematographen. Die Auswertung des Geräts scheiterte aber nach mehreren Jahren an der zu hohen Brandanfälligkeit. 1904 schließlich erfand August Musger ein Gerät zur Herstellung und Projektion von Zeitlupenaufnahmen, an dessen Konstruktion er jedoch mangels Geld und technischer Ausrüstung scheiterte. Als er sich auch die Verlängerung seines Patents nicht mehr leisten konnte, brachte 1914 die deutsche Firma Ernemann ein auf seinen Plänen basierendes Gerät heraus.
Bereits 1897 experimentierte Hermann Casler mit dem 70-mm-Film-Verfahren, das erst gegen Mitte des 20. Jahrhunderts in die Kinopraxis eingeführt worden ist.
1898 entwickelte Paul Rudolph mit dem Cinemascope-Verfahren eine neue Methode zur Bildvergrößerung. Der Cinemascope-Film wurde jedoch erst in den 1950er Jahren zu einer großen Konkurrenz gegenüber den bisherigen Filmproduktionen.

## Frühe Stummfilmära, bis 1914

### Erste heimische Filmproduktionen

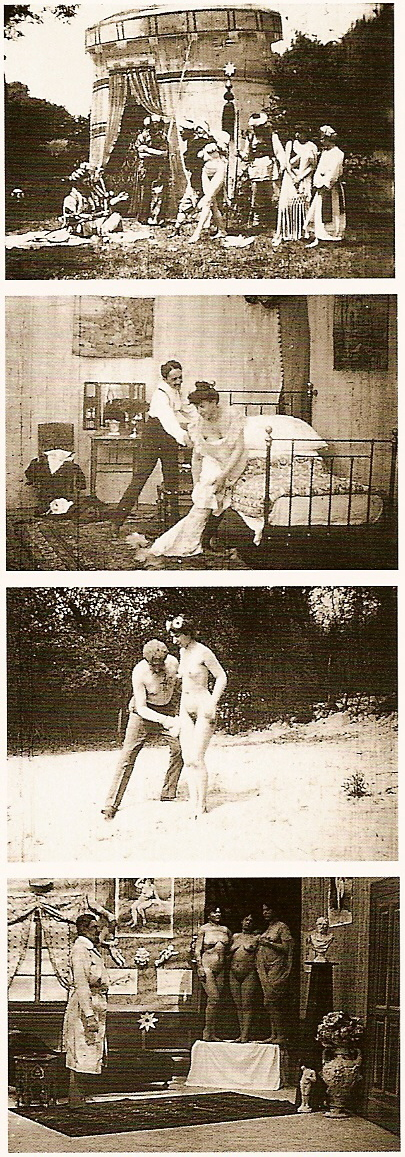
Erotische Aufnahmen für Herrenabende – produziert ab 1906 vom Wiener Fotografen Johann Schwarzer.

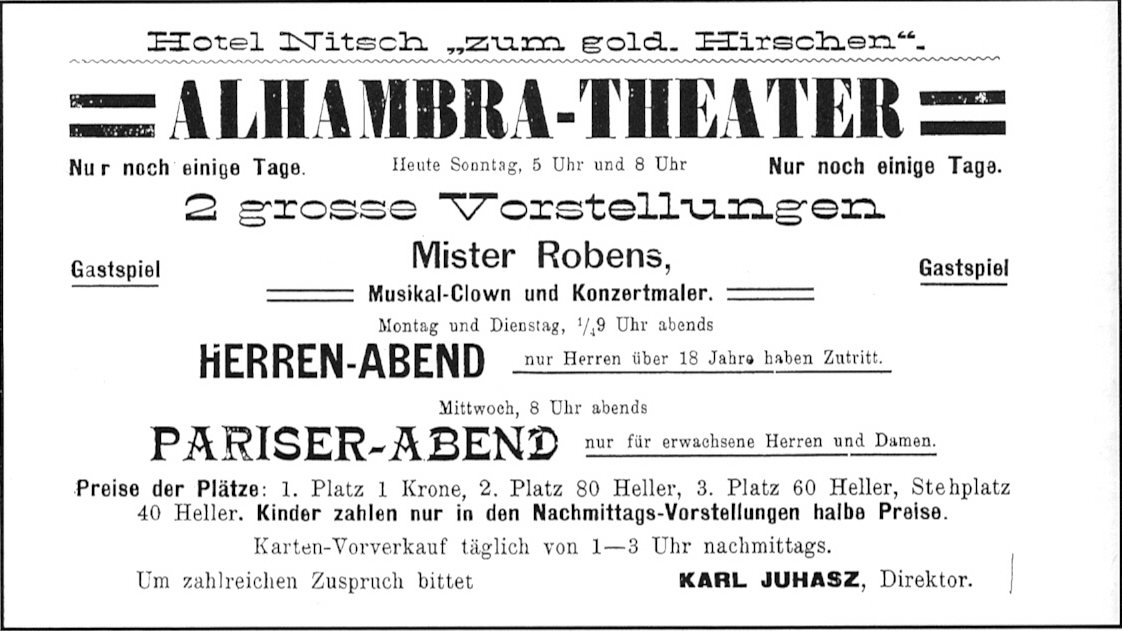
Zeitungsinserat für Vorführung von Erotikfilmen unter der üblichen Bezeichnung „Pariser-Abend“ und „Herren-Abend“ des Wanderkinos von Karl Juhasz in Mödling, 1906.

Die ersten Filmgesellschaften Österreichs kamen aus Frankreich. Als erste eröffnete 1904 die Pathé Frères eine Niederlassung in Wien und begann sowohl mit der Herstellung von Dokumentarfilmaufnahmen für Wochenschauen vor Ort als auch mit dem Vertrieb eigener, in Frankreich hergestellter, Kurzspielfilmproduktionen. Zur Stärkung des Vertriebs wurden auch mehrere Kinosäle errichtet. 1908 folgten ihr Gaumont und 1909 die Société Eclair. Sie bereiteten der ab 1910 einsetzenden regelmäßigen Filmproduktion Österreichs noch bis zum Ausbruch des Ersten Weltkriegs im Wochenschaubereich große Konkurrenz. Bei der ersten österreichischen Filmgesellschaft handelte es sich um einen reinen Filmverleih, welcher 1905 gegründet wurde.
Zwar gab es etwa mit Joseph Delmont, der 1903 in den Vereinigten Staaten seine Karriere als Regisseur und Drehbuchautor begann, und mit „wilden Raubtieren“ in seinen Filmen weltweit für Kinosensationen sorgte, bereits frühe, österreichische Filmschaffende – doch österreichische Filmproduktionen entstanden erst später. Die ersten nicht privaten österreichischen Filmaufnahmen sollen schon um 1906 öffentlich gezeigt worden sein – von Josef Halbritter, der einige Jahre später die Halbritter-Film gründete. Im Gegensatz dazu belegt sind die erotischen Kurzfilme des Wiener Fotografen Johann Schwarzer. Diese sind die ältesten bekannten heimischen Filmproduktionen und entstanden ab Mitte des Jahres 1906. Zur Vermarktung seiner Produktionen gründete er die Saturn-Film, unter deren Namen er Kataloge zur Filmauswahl erstellte, die er auch ins Ausland versandte. Die Filme erfreuten sich in der internationalen Männerwelt rasch großer Beliebtheit, wie auch schon die französischen Erotikfilme, die bereits seit mehreren Jahren hergestellt wurden. Schwarzers Kurzfilme trugen bezeichnende Titel wie Eine moderne Ehe (1906), Am Sklavenmarkt, Das Sandbad und Weibliche Ringkämpfer. Beendet wurde sein Geschäftstreiben 1911, als die Polizei die Filme beschlagnahmte. Einige der Kurzfilme sind heute noch erhalten und befinden sich im Österreichischen Filmarchiv.
Der mit 35 Minuten Spiellänge erste abendfüllende österreichische Spielfilm, „Von Stufe zu Stufe“, soll unter der Regie von Heinz Hanus – der mit Luise Kolm auch Drehbuch geschrieben haben soll – dem Produzenten und Ehemann von Luise, Anton Kolm, sowie dem Gehilfen Jacob Julius Fleck im Dezember 1908 in Wien uraufgeführt worden sein. Doch der Einzige, der dies bei Nachforschungen, die erst Jahrzehnte später geführt wurden, zu bezeugen vermochte, war der vermeintliche Drehbuchautor und Regisseur Heinz Hanus selbst. Dieser sparte jedoch nicht mit der Angabe von Details zu Film und Schauspieler. In Zeitungsberichten oder den beiden Filmzeitschriften der damaligen Zeit war entgegen der damals üblichen Praxis allerdings kein Hinweis auf eine Vorführung dieses Films zu finden. Auch andere Beweise wie etwa Drehbücher sind nicht vorhanden. Es konnten zwar mehrere Filme mit dem Titel „Von Stufe zu Stufe“ aufgespürt werden, doch stammten diese von den deutschen, französischen und amerikanischen Produzenten Pathé (1907), Duskes (1910), E. Grünspan (1912) und Universal (1913). Belegt ist lediglich eine Theateraufführung von Robert Stolz – „Das Glücksmädel“ – im Wiener Raimundtheater 1910, welches dem vermeintlich ersten österreichischen Spielfilm inhaltlich in weiten Teilen glich.
Zur Aufwertung der Filmaufnahmen der Wiener Operette „Der Walzertraum“ entstanden zwischen 1908 und 1910 insgesamt 19 Tonbilder (Schellack-Schallplatte wurde synchron mit dem Film vorgeführt), was der Operette zu europaweiter Beliebtheit verhalf. 1909 erschien der erste exakt datierbare Dokumentarfilm aus österreichischer Produktion. Zwischen 8. und 11. September 1909 filmte die Photobrom G.m.b.H. in Groß Meseritsch Die Kaisermanöver in Mähren, auf welcher Kaiser Franz-Joseph und sein deutscher Kollege Kaiser Wilhelm II. agierten. Dies blieb jedoch auch die einzige Produktion dieser Firma.
1910 erfolgte die Gründung der „Erste Österreichische Kinofilms-Industrie“ durch das Ehepaar Anton und Luise Kolm – der Tochter von Louis Veltée – sowie Jakob Fleck. Deren erste Produktion erschien noch im Frühjahr des Jahres: Der Faschingszug in Ober-St. Veit. Wenig später, am 14. März, filmte das Jungunternehmen das Begräbnis von Bürgermeister Karl Lueger. Der Film wurde in 22 Wiener Kinos gezeigt. Der österreichische Komet kommentierte dies in seiner Ausgabe vom 24. März mit „Also endlich einmal ein Wiener Film, der seinen Weg durch die Welt nehmen wird.“ Ebenfalls bereits 1910 entstand die erste Werbeproduktion im weiteren Sinne: Da Damenhüte zu dieser Zeit sehr beliebt waren, in Kinos jedoch für schlechte Sicht in den hinteren Reihen sorgten, produzierte Anton Kolm Der Hut im Kino, um diesem Problem Abhilfe zu verschaffen. Das Unternehmen wurde noch im selben Jahr in „Oesterreichisch-Ungarische Kinoindustrie Ges.m.b.H.“ umbenannt, und 1911 als „Wiener Kunstfilm-Industrie Ges.m.b.H.“ neu gegründet.
Auf die Marktbeherrschung des österreichischen Filmmarkts durch französische und andere ausländische Filmgesellschaften reagierte die Wiener Kunstfilm unter Anton Kolm mit gesteigerter Produktion tagesaktueller Berichte für die Wiener Kinos. Neben Bränden und anderen Unglücken befanden sich darunter auch zeitgeschichtlich wertvolle Aufnahmen von Ereignisse wie dem Stapellauf des k.u.k.-Kriegsmarine-Schlachtschiffs SMS Zrinyi im Hafen von Triest oder der Flugwoche am Flugfeld Wiener Neustadt – dem damals größten Flughafen der Welt.
Bei der (Kurz-)Spielfilmproduktion führte Anton Kolm nach französischem Vorbild den komischen Kurzfilm ein. Mit dem Berliner Schauspieler Oscar Sabo hatte er seinen Hauptdarsteller für Die böse Schwiegermutter (1910) gefunden. 1911 filmte Kolm Typen und Szenen aus dem Wiener Volksleben, wo unter anderem der berühmte Wiener Volkssänger Edmund Guschelbauer zu sehen war, und 1912 Karl Blasel als Zahnarzt mit gleichnamigem Hauptdarsteller, der bereits seit rund einem Jahrzehnt ein beliebter Wiener Komiker war.

### Kampf um die Anerkennung des Films als Kunstform
Gewisse Kreise der Bevölkerung und die Behörden sahen Kino und Film in dessen Entstehungsjahren trotz der großen Beliebtheit, oder gerade deswegen, als „Unkultur“ an. Dieser negative Aspekt haftete dem österreichischen Film noch lange an, was sich unter anderem darin zeigt, dass Österreich mit jahrzehntelanger Verspätung das letzte westeuropäische Land war, das ein Filmförderungsgesetz verabschiedete. Bis in die 1980er Jahre wurde die österreichische Filmgeschichte kaum thematisiert oder als kultureller Bestandteil der österreichischen Geschichte angesehen. Die zaghaften Ansätze der heimischen Universitäten zur wissenschaftlichen Auseinandersetzung mit der österreichischen Filmgeschichte wurden stets nur minimal finanziell unterstützt.
Die bis heute von offiziellen Stellen nicht vollständig erfolgte Anerkennung des Films als künstlerisches Medium wurzelte bereits im „Vagabunden- und Schaustellergesetz“ von 1836, welches bis in die 1920er Jahre Kinobesitzer Vagabunden gleichstellte. Dies bedeutete, dass Kinobetreiber um eine Lizenz bitten mussten, und diese nur nach Gutdünken des diensthabenden Beamten erhielten – oder auch nicht.
Ein Gesetz verbot ab 1910 Kindern den Besuch von Kinos, und komplizierte Zensurprüfungen machten der Filmwirtschaft das Leben weiterhin schwer. Proteste der Kino- und Filmschaffenden ab 1907, die sich ab 1910 in Verbänden zusammenschlossen, führten erst 1912, am „Internationalen Kinematographenkongreß“ in Wien, zu Erleichterungen. Der Vizepräsident des „Bundes der Kinoindustriellen“, Alexander Ortony, verwies bei dieser Gelegenheit in einer Rede darauf, dass „viele Kulturvölker der Zensur ganz entbehren, und niemand kann behaupten, dass Frankreich, Italien oder Ungarn sich deshalb am Rande des Verderbens befänden“. Ähnlich wie Österreich ging es damals in Westeuropa nur Deutschland, welches über ein unübersichtliches und dezentrales Zensursystem verfügte. Bis 1918 war den Schauspielern des Burgtheaters verboten in irgendeiner Form in Filmen mitzuwirken. Ausnahmen gab es nur sehr selten. Weitere Theater, wie etwa das Volkstheater, folgten diesem Beispiel, um sich vor dem direkten Konkurrenten Kino zu schützen. Erst mit den Auftritten von Alexander Girardi und den Produktionen des Intendanten Max Reinhardt ab 1913 begann sich die Situation etwas zu entspannen.
In den Zeitungen, Film- und Literaturzeitschriften erschienen laufend Beiträge von Größen aus Film, Theater und Literatur, die sich mit Fürs und Wider einen andauernden Schlagabtausch lieferten, wie etwa ob die Theater dadurch nun geschädigt werden, und die Buchabsätze zurückgehen, oder ob Filme deren Positionen einnehmen, ersetzen oder ergänzen.
Zwar erschienen ab 1913 („Gedanken zu einer Ästhetik des Kinos“ von Georg Lukács) und 1914 in Deutschland („Zur Soziologie des Kino“ von Emilie Altenloh) bereits erste wissenschaftliche Abhandlungen zu Kino und Film, doch änderte dies vorerst nichts am steigenden Widerstand von Schulbehörden, Kirche, Polizei und Theaterverbänden gegen das Kino. Erst Mitte der 1920er entspannte sich dieser „Kulturkampf“ mit dem Erscheinen der großen filmtheoretischen Schriften von Sergej Eisenstein und Béla Balázs.

### Filmszene um 1910
1911 erschienen die deutsch-österreichische Co-Produktion „Der Müller und sein Kind“, Teil eins, in dem neben den deutschen Stummfilm-Stars Henny Porten und Friedrich Zelnik mit Curt A. Stark auch ein Österreicher mitspielte, sowie die rein österreichische Fortsetzung mit anderer Besetzung, Der Müller und sein Kind, Teil II, produziert von der Wiener Kunstfilm-Industrie.
Damals griff man gerne auf literarische Vorlagen bekannter Schriftsteller zurück, um mit bekannten Titeln Publikum in die Kinos zu locken. Die Handlung der Bücher konnte mangels Ton und wegen der geringen verfügbaren Aufnahmezeit jedoch nur stark abgeschwächt wiedergegeben werden. Um die Kurzfilme anderweitig aufzuwerten, wurden jedoch bereits damals Filme koloriert. Dies geschah sowohl händisch als auch mit chemischen Verfahren. Österreichs einzige bedeutende Filmgesellschaft der damaligen Zeit, die Wiener Kunstfilm-Industrie, griff in ihren Produktionen auf Werke von Ernst Raupach, Franz Grillparzer, E. T. A. Hoffmann oder Ludwig Anzengruber zurück. Angeregt wurden solche Verfilmungen jedoch durch die Pariser Produktionsfirma „Film d’Art“, die bereits 1908 ihre Manuskripte bei den bekanntesten Autoren bestellte, um sie von den Regisseuren und Schauspielern der größten französischen Bühnen realisieren zu lassen.
Auf Literaturvorlagen basierten 1911 neben dem bereits erwähnten Sozialdrama Der Müller und sein Kind auch Der Dorftrottel, Die Glückspuppe, Mutter – Tragödie eines Fabriksmädels und Nur ein armer Knecht, die allesamt von der Wiener Kunstfilm-Industrie hergestellt wurden.
Der Schriftsteller Felix Salten, der 1911 ein Buch über den Wurstelprater herausbrachte, beschied dem Film eine große Zukunft, was in den primitiven Kurzproduktionen damals nur wenige erkennen konnten. Künstlerischen Anspruch wollte aber auch er dem Film erst dann zugestehen, wenn es Regisseuren und Schauspielern gelänge, sich vom Niveau armseliger Provinzbühnen abzuheben.
Basierend auf einem beliebten Roman des Franzosen George du Maurier erschien 1912 der Film Trilby, welcher 1914 unter dem Namen Svengali in etwas längerer Form gleich nochmals verfilmt wurde. 1915 und 1932 wurde das Buch auch in den USA, und 1927 in Deutschland verfilmt. 1913 drehte ein französischer Regisseur die erste Speckbacher-Verfilmung in Tirol. Abgesehen von vereinzelten Filmaufnahmen ausländischer und Wiener Filmproduktionsgesellschaften war im restlichen heutigen Österreich kein organisiertes Filmschaffen auszumachen. Die ersten Filmgesellschaften außerhalb Wiens wurden erst ab 1919 gegründet.
Die Möglichkeiten des Kinos nutzen, anstatt es wie einige Vertreter der gesellschaftlichen Oberschichten abzulehnen, wollte hingegen der Wiener Gymnasialprofessor Dr. Alto Arche, als er im Jahre 1907 um eine Subvention von 300 Kronen zur Produktion von Unterrichtsfilmen ansuchte. Diese wurde ihm zwar gewährt, doch erschienen die auch heute noch erhaltenen Filme, die beispielsweise Glasbläser, einen Hafnermeister und Zeugfärber bei der Arbeit, aber auch ein Kürturnen zeigten, erst 1912 in den Kinos. Die erste Filmvorführung in einer Schule fand am 20. Mai 1912 in der Bürgerschule am Friedrichsplatz im 15. Wiener Gemeindebezirk Rudolfsheim-Fünfhaus statt.
1912 gründete der Librettist Felix Dörmann gemeinsam mit dem Architekten Tropp, der jedoch noch im selben Jahr austrat, die „Vindobona Film“. In weiterer Folge wurde sie in „Helios Film“, 1913 in die „Austria Film“ und danach in die „Duca Film“ umbenannt, deren Aufnahmeatelier sich in der Kandlgasse 35 im siebten Wiener Gemeindebezirk Neubau befand. Da Dörmanns Produktionen nicht den erhofften Erfolg brachten, spekulierte er mit dem Bedürfnis der Besucher nach Nacktszenen. Es erschienen Filme wie Ein Tag im Leben einer schönen Frau, Die Göttin der Liebe und Seitensprung, die dadurch auffielen, dass die hauptdarstellenden Frauen häufig im Badezimmer, beim Strumpfwechsel und sogar beim Toilettenbesuch gezeigt wurden. Vor allem die Badeszenen waren Anlass für die Polizei diese Filme zu zensieren, auch Jahre nach den „pikanten Filmen“ von Johann Schwarzer. Felix Dörmanns Filmgesellschaft beendete ihre Tätigkeit 1914, nicht zuletzt aufgrund des ausbleibenden Erfolges.
1912 war das Jahr, in welchem der Theaterregisseur und Intendant Max Reinhardt sein erstes Filmprojekt in Österreich verwirklichte. Mit seiner eigens gegründeten Filmgesellschaft inszenierte er die Literaturverfilmung Das Mirakel. 1913 schloss Reinhardt mit der Berliner Projektions-AG Union (PAGU) einen Vertrag ab, für 600.000 Mark in den folgenden Jahren mehrere Filme herzustellen. Heraus kamen jedoch lediglich zwei in Italien produzierte Stummfilme: Die Insel der Seligen und Eine venetianische Nacht. In Die Insel der Seligen kam es zu ausgedehnten Nackt- und auch Sexszenen, weshalb weite Teile des Films der Filmzensur zum Opfer fallen hätten sollen. Tatsächlich aber wurde nicht so geschnitten, wie von der Zensurbehörde vorgeschrieben.
Mit dem Aufblühen der heimischen sowie internationalen Filmindustrie entstanden auch nach und nach weitere Filmzeitschriften. „Das Lichtbild-Theater“ und die „Dramagraph-Woche“ folgten ab 1911, und ab 1912 erschien die „Filmkunst“, welche vom „Cinéma Eclair“ in Auftrag gegeben wurde. Ebenfalls 1912 erschien die „Kastalia“, welche für wissenschaftliche und Unterrichtsfilme von Schulleuten herausgegeben wurde. In den weiteren Jahren folgten noch „Die Filmwoche“ (ab 1913) und „Paimanns Filmlisten“ (ab 1916) – eine Zeitschrift, in der bis 1965 in lexikalischer Form Kritiken sämtlicher in Österreich angelaufener Filme aufgelistet wurden.

### Vorgehen bei Dreharbeiten
J. H. Groß war nach Regisseur Walter Friedemann jedoch der Zweite, der seine Filmarbeit beschrieb. Im Österreichischen Kometen, Ausgabe Nr. 151 vom 5. April 1913, schrieb er einst einen Bericht über sein Filmschaffen unter dem Titel Die Wiener Kinokunst. Zur Besetzung seiner Filme mit Schauspielern verlautete er darin: „Ich bin jedoch der größte Feind von sogenannten Mimikern beim Kino, die ballettartigen Bewegungen stören und wirken unnatürlich. Aber ein ebenso großer Feind bin ich auch von dem, was man in Deutschland jetzt macht, daß man z. B. einen Friseur von einem wirklichen Friseur, einen Kellner von einem wirklichen Kellner spielen läßt. Der Dilettant wird im Augenblick, wenn er auf die Bühne kommt, unnatürlich und linkisch. Es sollten nur Schauspieler, und zwar gut bezahlte Schauspieler verwendet werden […] Bei Besetzung der Rollen gehe ich nach dem Aussehen des Schauspielers vor, daß möglichst wenig Perücken und Schminke verwendet werden müssen.“
Über die Schwierigkeiten bei den Dreharbeiten schrieb er: „Der Apparat darf höchstens 5 1/2 m vom Schauspieler entfernt sein, so daß der vordere Spielraum höchstens 4 1/2 m beträgt. Es müssen also die Personen, die sonst nebeneinander stehen, hintereinander angeordnet werden. Die Schwierigkeit besteht also darin, daß niemand gedeckt wird, die Bewegungsfreiheit erhalten bleibt und das Ganze natürlich aussieht.“

### Experimente zur Attraktivierung des Films
J. H. Groß war es auch, der sich gemeinsam mit einem Herrn Brüll ein Patent auf die Kombinierung von Film- mit Theatervorstellungen ausstellen ließ. Die Realität sollte mit dem Kinofilm zusammenwirken. „Z. B.: Aus dem Film wird ein Ball von einer Person gegen den Zuschauer geworfen, hier von einer wirklichen Person aufgefangen und dann wieder der Person im zugeworfen. Order ein Barmädchen geht aus dem Film heraus ins Publikum, bedient hier mit Erfrischungen und kehrt wieder in ihr schemenhaftes Filmleben zurück.“, so Groß ebenfalls in seinem Die Wiener Kinokunst-Artikel. Versuchsweise umgesetzt wurde dieses Konzept unter der Regie von Hans Otto Löwenstein 1913 in der Adria-Ausstellung, die ähnlich dem Themenpark Venedig in Wien mit Nachbauten – in diesem Fall von Adria-Ansichten, Schiffsmodellen und einem kleinen Teich als Adria – aufwartete. Der Film König Menelaus im Kino wurde mit Schauspielern auf der Bühne vor der Leinwand, die das Publikum miteinbezogen, ergänzt.
Um eine scheinbare Plastizität der Filmbilder zu erreichen, riefen im Jahre 1912 die Wiener Karl Juhasz und Franz Haushofer die Wiener Kinoplastikon Ges.m.b.H. in einem Theater am Naschmarkt, das spätere Wienzeile Kino, ins Leben. Die Filmleinwand befand sich auf einer eigenen, dekorierten Bühne. Die Wiener Kunstfilm-Industrie produzierte 1913 mehrere kolorierte Titel eigens für dieses Theater: Die Boxer, Das Gewissen, Helfer in der Not, Der hungrige Ritter und Mirza, die weiße Sklavin. Da der Erfolg jedoch ausblieb, bestand das Theater nicht lange, und die Idee wurde wieder vergessen.
Während im Ausland, in Deutschland vor allem von Oskar Messter, bereits seit Jahren „Tonbilder“ hergestellt wurden, so sollen in Wien bereits ab 1913 versucht worden sein, Tonfilme im Kinetofon-Verfahren herzustellen. Näheres ist dazu leider nicht bekannt.

### Entwicklung des Filmschaffens bis 1914
Am 15. März 1912 fand in Wien die Premiere des ersten großen Films aus österreichischer Produktion statt: Der Unbekannte – basierend auf einem Kriminaldrama von Oscar Bendiener. Regie führte Luise Kolm, die 10.000 Meter Negativmaterial abdrehte und 10.000 Kronen für die Produktion aufbrauchte. Als Schauspieler engagierte man unter anderem den Wiener Publikumsliebling Karl Blasel sowie Viktor Kutschera, Karl Ehmann, Anton Edthofer, Hans Homma und Eugenie Bernay. Claire Wallentin vom deutschen Volkstheater spielte die Gräfin Claire Wolff-Metternich-Wallentin in einem Kostüm des Österreichischen Theater-Kostüm- und -Dekorations-Ateliers.
Im November 1912, als bereits weitere österreichische Filmproduktionsgesellschaften mit der ausländischen Konkurrenz um Marktanteile in den Kinos rangen, erschien mit Das Gänsehäufel der erste Dokumentarfilm der Wiener Kunstfilm-Industrie, die sich neben den Wochenschauberichten von aktuellen Ereignissen vor allem auf Spielfilme konzentrierte. Im selben Jahr gründete der eben nach Wien übersiedelte Alexander Joseph „Sascha“ Graf Kolowrat-Krakowsky die „Sascha Filmfabrik“ im heutigen Wiener Gemeindebezirk Liesing. Seine erste Produktion war Die Gewinnung des Erzes am steirischen Erzberg in Eisenerz. Es folgte Österreichs erster historischer Spielfilm: Kaiser Joseph II. Ebenfalls 1912 erschien die „Vindobona-Film“-Produktion „Die Musikantenlene“, mit der von der Kritik viel gelobten Hauptdarstellerin Eugenie Bernay.
Als interessanteste Neuentdeckung dieses Jahres gilt der Komiker Heinrich Eisenbach, der im „Budapester Orpheum“, einem im Zentrum des jüdischen Zuwandererviertels in Wien-Leopoldstadt gelegenen Kabarett, seine ersten Auftritte absolvierte, und auch den Spitznamen „Wamperl“ erhielt. Bekannte Kabarettsoloszenen führte er in Filmen wie „Hausball beim Blunzenwirt“ oder „Klabriaspartie“, wo das Verhalten jüdischer Kartenspieler im Kaffeehaus gezeigt wird, auf. Auch andere Komiker erlangten zu dieser Zeit Filmbekanntheit. Neben dem bereits erwähnten Karl Blasel waren das „Pampulik“ Max Pallenberg, „Cocl“ (Rudolf Walter) und „Seff“ (Josef Holub), die spätestens ab 1919 gemeinsam als Cocl & Seff auftraten.
In Die Zirkusgräfin der „Vindobona Film“ von 1912 spielte er den Zirkusclown, neben Eugenie Bernay als „Minka“. Felix Dörmann selbst trat ebenfalls in diesem bereits 900 Meter langen Film als „Graf Veckenhüller“ mit.
Im September 1913 wurden mit Vorführungen unter dem Titel „Sprechender Film“ in den Sofiensälen (Edison Kinetophon und Gaumont-Vorführungen) erstmals auch in Wien Tonfilme präsentiert. Aus unterschiedlichen Gründen – vor allem wegen der hohen Materialkosten und des zu geringen internationalen Verleihs zu jener Zeit – fanden diese jedoch wenig Anklang. 1913 wurde erstmals in einem österreichischen Film eine Massenszene eingesetzt – in Unrecht gut gedeiht nicht von der Wiener Kunstfilm.
Obwohl Kaiser Franz Joseph technischen Neuerung grundsätzlich skeptisch bis ablehnend gegenüberstand, hatte er vom Film eine positive Meinung – wohl in Anerkennung des großen Werbe- und Propagandapotentials dieses vor allem unter der einfachen Bevölkerung besonders beliebten Mediums. So ließ er sich häufig bei seinen Aktivitäten filmen: etwa bei den Kaisermanövern mit seinem deutschen Pendant Kaiser Wilhelm in Mähren 1909, bei der Gamsjagd im selben Jahr in Bad Ischl, bei der Hochzeit von Thronfolger Karl 1911 in Schwarzau, oder auch an der Adria-Ausstellung 1913 in Wien. Als der Kaiser 1916 starb, entstand der letzte große „Hofbericht“ aus der Monarchie. Sascha Kolowrat-Krakowsky filmte das Begräbnis für die Wiener Kinos.
1914 spielte Max Neufeld, der rasch zum ersten Star der Wiener Kunstfilm wurde, in Der Pfarrer vom Kirchfeld mit. Wenig später folgte Frau Gertraud Namenlos, wo er an der Seite der Volksschauspielerin Hansi Niese, die 1913 auch schon eine kleine Rolle in Johann Strauß an der schönen blauen Donau innegehabt hatte und mit dem Direktor des Theaters in der Josefstadt, Josef Jarno, verheiratet war, spielt. Ebenfalls 1914 erfolgte mit Speckbacher eine Monumentalproduktion des französischen Regisseurs Pierre Paul Gilmans, die vom Befreiungskampf der Tiroler gegen Napoleon handelte. Für die Aufnahmen, an denen auch Mitglieder der Exl-Bühne wie zum Beispiel Eduard Köck beteiligt waren, wurden originale Speckbacher-Säbel und 2000, ebenfalls historische Waffen tragende, Statisten verwendet. Es war die erste Großproduktion Österreichs – die produzierende Wiener Jupiter Film ging nach Fertigstellung des Films pleite.
1914, 25 Jahre nach der Fertigstellung von Bertha von Suttners Roman Die Waffen nieder, wurde in Kopenhagen, der Hauptstadt des damals bedeutenden Filmproduktionslandes Dänemark, dieser Roman der Nobelpreisträgerin von 1905 von Holger-Madsen verfilmt. Die Erstaufführung erfolgte jedoch erst im September 1915, mitten im Kriegsgeschehen des Ersten Weltkriegs.
In den ersten Jahren österreichischer Filmproduktion entstanden bis 1914 etwa 130 kurze und längere Spielfilme, vielfach aus eigenen Ideen oder heimischen Buchvorlagen, teils – vor allem was Technik betraf – auch vom Ausland, insbesondere Frankreich, beeinflusst. Hinzu kamen über 210 Dokumentarfilme. Die Bandbreite des österreichischen Filmschaffens erstreckte sich von kurzen Dokumentarfilmen und Wochenschauberichten, kleinen Volksstücken, Dramenverfilmungen und Familiendramen, Kriminalgeschichten, Operetten und historischen Großfilmen bis hin zu Filmgrotesken.
Der österreichische Filmhistoriker Walter Fritz stellte zum österreichischen Filmschaffen der Vorkriegszeit fest: „Die Gedanken des Historikers Johnston zur schöpferischen Potenz der Monarchie, die sich anscheinend als ‚fröhliche Apokalypse‘ verstand, zeigen, daß eine Endstimmung vorherrschte, damals von den Kritikern so gesehen wurde und die Kraft hatte, bis heute zu wirken.“

## Während des Ersten Weltkriegs, 1914 bis 1918
Im Zuge der gegenseitigen Kriegserklärungen der europäischen Großmächte, die zum Ersten Weltkrieg führten, wurde auch Frankreich zum Feind Österreich-Ungarns, was unter anderem die Auflösung sämtlicher französischer Filmgesellschaften in der Monarchie zur Folge hatte. Zugleich wurde die Einfuhr von ausländischen Filmen verboten. In den folgenden Kriegsjahren trat zwar der erwartete Aufschwung der heimischen Filmproduktion ein, doch ging dies wesentlich langsamer vonstatten als gedacht.
1915 erreichte Sascha Kolowrat-Krakowsky seine Überstellung vom Automobilkorps in Galizien zum Kriegspressequartier nach Wien, wo er die Leitung der Filmexpositur übernahm, die dem Kriegsarchiv unterstand. Zur Mitarbeit konnte er zahlreiche Regisseure und andere Filmschaffende gewinnen, unter anderem die noch jungen Talente Karl Hartl, Fritz Freisler, Gustav Ucicky und Hans Theyer.
1916 ließ Kolowrat-Krakowsky ein Hangargerüst aus Düsseldorf liefern, um das bereits von einigen Regisseuren vermisste erste große Filmatelier in Sievering einrichten zu lassen. Es war das erste frei stehende Filmatelier Österreichs. Am 4. April des Jahres ging aus der bisher losen Zusammenarbeit zwischen Kolowrat-Krakowsky und Oskar Messter die „Oesterreichisch-ungarische Sascha-Meßter-Film Gesellschaft m.b.H.“, später Sascha-Meßter-Film, hervor.
1916 starb Kaiser Franz-Joseph, und der politisch unerfahrene Karl wurde sein Nachfolger. Er hielt sich im Gegensatz zu seinem Großonkel häufig an der Front auf, wovon einige Filmaufnahmen zeugen. Auf diesen ist er häufig in Gesprächen mit Soldaten und beim Verleihen von Orden zu sehen. Ohne Rücksicht auf Stand und Rang schüttelte das kaiserliche Paar jedermann formlos die Hand. Seine Rolle als Volkskaiser konnte Karl mit Hilfe von Kino und Film leichter annehmen. 1917 ernannte Kaiser Karl Eduard Hoesch zu seinem persönlichen Operateur (Kameramann). Im Propagandafilm Unser Kaiser sieht man Karl sogar für das Waffenglück seiner Truppen betend.
1916 erschien auch die erste Ausgabe von Paimann’s Filmlisten – genauer gesagt waren es damals noch Briefe, die österreichische Kinos über die Neuerscheinungen von Filmen berichtete, und dazu Zusammenfassung des Inhalts und Kritiken abgab. Erst ab 1921 wurden Paimann's Filmlisten zu einer periodischen Druckschrift, die bis 1965 erschien.
Das spätere NSDAP-Mitglied Heinz Hanus, einer der Pioniere des österreichischen Films, gründet in diesem Jahr den „Verband der Filmregisseure und Kameraleute“.

### Entwicklung der Filmproduktion
Neben den unzähligen Wochenschauen und den dutzenden Propagandafilmen, die in den fünf Kriegsjahren produziert wurden, machten sich noch andere Veränderungen in der Filmproduktion bemerkbar. So wurden kaum Detektivfilme produziert, und Grotesklustspiele, wie sie bis vor kurzem noch sehr beliebt waren, verschwanden fast vollständig aus den Kinos. Stattdessen hatten Gesellschaftsdramen, diffizilere literarische Lustspiele und Kostümfilme Hochkonjunktur. Nach Kriegsbeginn kam es zu einem Einbruch bei den Zahlen der gezeigten Filme, was auf das Importverbot von Filmen verfeindeter Nationen wie Frankreich, Großbritannien oder den Vereinigten Staaten zurückzuführen war. Doch bis 1918, als die Kinos mangels Kohle nicht mehr beheizt werden konnten, und Rohfilmmangel die Filmproduktion in Bedrängnis brachte, stieg die Anzahl der heimischen Produktionen jährlich an, welche von der fehlenden ausländischen Konkurrenz stark profitierten.
Von den Literaturvorlagen waren besonders die Werke Ludwig Anzengrubers, die sich häufig in bäuerlichem Milieu abspielten, sehr beliebt. Von diesen wurden unter anderem Der Meineidbauer (1915), Im Banne der Pflicht (1917), Der Schandfleck (1917) oder auch Der Doppelselbstmord (1918) höchst erfolgreich verfilmt. Wie Filmkritiken von damals die Handlungen, Spielart, Drehbuchvorlagen und Regiepraktiken beschrieben, hat sich die österreichische Filmproduktion damals stark weiterentwickelt. Die Drehbücher waren durchdachter und die Handlung trotz größerer Komplexität einfacher zu verstehen.
Gegen Ende des Ersten Weltkrieges entstanden in Österreich Filme, die dem deutschen expressionistischen Film der 1920er Jahre bereits manches vorweggenommen wurde. So etwa in Die Schlange der Leidenschaft aus dem Jahr 1918, die dem deutschen Film Der blaue Engel (1930) aber auch Carl Theodor Dreyers Vampyr (1932) von Stil und Thematik her stark ähnelt. Weitere vorexpressionistische Filme waren Der Mandarin (1918), Der Brief einer Toten (1918), Das schwindende Herz und Das andere Ich (1918). Wesentliche Vertreter des vorexpressionistischen Films in Österreich waren die Drehbuchautoren bzw. Regisseure Carl Mayer, Hans Janowitz und Fritz Freisler. Bekannte Schauspieler waren damals der exzentrische Harry Walden sowie Carl Goetz, die zum Beispiel in Der Mandarin, einer Produktion der Sascha-Film von Paul Frank und Fritz Freisler, Hauptrollen spielten.
Waren in den Jahren zuvor die Wiener Kunstfilm und die Sascha Filmindustrie bzw. Sascha-Meßter-Film die größten heimischen Produktionsfirmen, so wurde im isolierten Österreich-Ungarn neuen Unternehmen Platz geboten. Mit Filmag, A-Zet Film, Astoria-Film und Leyka Film konnten sich neue Produzenten am Markt behaupten. 1913 gründete der spätere Leiter der Decla-Film-Gesellschaft in Berlin, Erich Pommer, die „W. A. F.“ – die „Wiener Autorenfilms“-Produktionsgesellschaft. Auf W. A. F. ist auch die Propaganda-Dokumentation Unsere Kriegsflotte, die am 22. Mai 1914 erstaufgeführt wurde, zurückzuführen. Zuvor hatte er 1911 die Agenden der Société Eclair übernommen.
Wurden zwischen 1906 und 1914 insgesamt rund 120 Filme produziert (davon 44 im Jahr 1914), so waren es in den Kriegsjahren zwischen 180 und 190. Alleine 1918 wurden 100 österreichische Spielfilme hergestellt – ein Wert der in den Zwischenkriegsjahren sogar noch übertroffen werden konnte. Hinzu kam noch eine Vielzahl an Kriegswochenschauen, die ebenfalls in den Kinos gezeigt wurden. Nach einem Lustspiel von Rudolf Österreicher und Bela Jenbach erschien mit Gustav Waldau in der Hauptrolle im Dezember 1915 Der Herr ohne Wohnung. Als Regisseure wirkten unter anderen auch die Brüder Conrad und Robert Wiene, die später beide in Deutschland große Erfolge feierten.
1914 machte Robert Müller, Besitzer der gleichnamigen Filmproduktionsgesellschaft, erste Versuche mit Trickfilmen. Er engagierte den Zeichner Theo Zasche der aus aktuellem Anlass mehrere, teils auch antisemitische, Propaganda-Karikaturen fürs Kino herstellte (z. B. Als der Russe vor Przemysl stand, Das neue Dreigestirn, Der Zar und seine lieben Juden). In den folgenden Jahren tauchten mit Ladislaus Tuszyński und Peter Eng zwei vielseitigere Vertreter erster österreichischer Zeichentrickversuche auf. Von Anfang an wurde auch mit der Vermischung von Trickfilmelementen mit realen Aufnahmen experimentiert, so zum Beispiel, wenn die Hand des Zeichners Louis Seel die eben gezeichnete nackte Frau in einer Badewanne abdeckt. Österreichs einzige Filmgesellschaft, die neben gewöhnlichen Spielfilmen regelmäßig und im großen Stil auch Trickfilme herstellte, war die Astoria-Film. Tuszyński stellte einiger seiner Filme jedoch auch in Eigenproduktion her. Fast alle österreichischen Trickfilme der Stummfilmzeit stammten aus der Feder von Tuszyński, Eng und Seel.
Von allen während des Ersten Weltkriegs produzierten Filmen existieren nur von vier Filmen Aufnahmen.

### Erste Filmstars
Was Filmstars zu dieser Zeit ausmachte, war, dass sie von den Gagen aus dem Filmgeschäft leben konnten, ohne nebenbei etwa an Theatern zu arbeiten. Die Gagen für die Filme mussten daher dementsprechend höher sein, wenn Schauspieler nicht vom Theater kamen, und auch sonst keinen anderen Tätigkeiten nachgingen, was bei der Fülle der Filmproduktionen ohnehin nur schwer möglich gewesen wäre. So gesehen entstanden in den Jahren des Ersten Weltkriegs, im Zuge der steigenden Anzahl der heimischen Produktionen, zwei Filmstars: Liane Haid bei der Wiener Kunstfilm und Magda Sonja bei der Sascha-Film. Männliche Filmstars gab es in diesem Sinne keine, doch existierte eine Fülle von viel beschäftigten männlichen Darstellern, die jedoch nicht vom Film alleine leben konnten, und nebenbei meist der Theaterschauspielerei oder dem Kabarett nachgingen. Einige der bekanntesten davon waren Hubert Marischka, Georg Reimers, Franz Höbling, Otto Tressler und Willy Thaller. Weitere Stars gab es nur am Theater, wobei diese gelegentlich für Filmauftritte gewonnen werden konnten, wie etwa Hermann Benke, Karl Baumgartner, Hermann Romberg, Josef Reithofer, Anton Edthofer, Friedrich Fehér und Hans Rhoden.
1915 war das Jahr in dem Österreichs erster Filmstar seine erste Rolle erhielt. Liane Haid spielte im Propagandafilm Mit Herz und Hand fürs Vaterland eine Doppelrolle. Im Gegensatz zu anderen viel beschäftigten Schauspieler bei der Wiener Kunstfilm erhielt sie von Anfang an monatlich 200 Kronen, statt der üblichen 150. Die Produktionsgesellschaft baute sie nach und nach zum Star auf, und bis 1918 stieg die monatliche Gage auf 400 Kronen an, was sie dennoch nicht hinderte, ihren Arbeitgeber zu klagen. Sie nannte ihn „Ausbeuter“ und gab an sich bei den Dreharbeiten bereits einen Lungenspitzkatarrh und eine Rippenfellentzündung zugezogen zu haben. Auch wegen der Kostüme beschwerte sie sich, wobei ein eigener Kostümbildner, wie ihn die Wiener Kunstfilm hatte, damals bei vielen anderen Produktionsgesellschaften nicht einmal üblich war. Ab und zu konnten auch Kostüme aus Theatern ausgeliehen werden.
1917 spielte Liane Haid in Der Verschwender mit, einer Verfilmung von einem Stück Ferdinand Raimunds. Mit 3400 Metern Spiellänge war dies die bis dahin längste österreichische Produktion. Damit wurde die Wiener Kunstfilm ihre Vorreiterrolle noch vor der Sascha-Film wie in vielen anderen Bereichen erneut gerecht. Liane Haids Auftritte in diesem Langspielfilm wurden von der Kritik wegen ihrer Natürlichkeit und der „Echtheit der Charakterisierung einer bejahrten Familienmutter“ gelobt. Nach dem Ersten Weltkrieg ließ Haids Vater Georg ihr in Schönbrunn ein eigenes Filmatelier bauen, welches noch heute existiert. Liane Haid drehte später noch für andere Filmgesellschaften zahlreiche weitere Filme. Ihre Nachfolger als Filmstar bei der Wiener Kunstfilm war zuerst Dora Kaiser, die von A-Zet-Film kam, und wenig später Thea Rosenquist. Bei der Sascha-Film war die meist eingesetzte Schauspielerin zu dieser Zeit Magda Sonja. Über die Wirkung der Maskengestaltung im Film machte sich die dänische Schauspielerin Eva Roth Gedanken, die vor dem Ersten Weltkrieg in mehreren österreichischen Produktionen mitwirkte.

### Propagandafilme
Als Leiter der Filmexpositur, zuständig für Propagandafilme, ließ Sascha Kolowrat-Krakowsky benötigte Mitarbeiter und Schauspieler aus der Filmbranche für das Kriegspressequartier abkommandieren. So entging der größte Teil der damaligen österreichischen Filmschaffenden Tod und Gefangenschaft im Krieg. Eine bekannte Ausnahme war jedoch Max Neufeld, der erst nach dem Kriegsdienst wieder als Held und Liebhaber in Erscheinung treten konnte. Einige der Propagandadokumentationen und -filme waren Die Befreiung der Bukowina, Krieg in 3000 Meter Höhe, Kampftag bei den Tiroler Kaiserjägern sowie die Zweiteiler Die wirtschaftliche Erschließung Montenegros und Der Zusammenbruch der italienischen Front. Von der Zensur wurden diese Filme dennoch geprüft. Zum Beispiel mussten Nahaufnahmen von verarztet werdenden oder gefallenen italienischen Soldaten mit „verzerrten Gesichtern“ aus den Filmen geschnitten werden.
Ein bekannter Propagandafilm der „Sascha-Meßter“, der Skeptiker und Kriegsgegner „eines Besseren“ belehren sollte, handelte von einem Nörgler, der im Traum die Anstrengungen der Soldaten im Krieg miterlebt, was ihn sehr erschüttert. Als in der „Realität“ zwei Buben zu wenig Geld haben, um Kriegsanleihen zeichnen zu können, gibt er ihnen das Geld und zeichnet auch gleich selbst. Weitere erwähnenswerte Propagandafilme waren die „Wiener Kunstfilm“-Produktionen Der Traum eines österreichischen Reservisten (1915), Mit Herz und Hand fürs Vaterland (1915), Mit Gott für Kaiser und Reich (1916), Freier Dienst (1918). Nie in die Kinos kam die unvollendete Dokumentation unter dem Titel Kriegsgefangenenlager Feldbach.
Die Filmproduktionsgesellschaft „Robert Müller“ ließ von Alfred Deutsch-German Das Patenkind (1915) produzieren. „A-Zet Film“ trug mit Das Kind meines Nächsten zur Propagandafilmproduktion bei und die „Filmag“ ließ 1918 mit Regisseur Karl Tema Konrad Hartls Lebensschicksal aufnehmen. Die Qualität solcher Filme trat naturgemäß in den Hintergrund, ging es doch lediglich darum, Kriegsbegeisterung in der Bevölkerung zu erwecken und zu erhalten. Die Filmkritiken kannten nur noch gute Filme und schwärmten von den Inhalten. 1918 wagte sich die Sascha-Meßter-Film an die Verfilmung eines Werkes Beethovens heran. Fritz Kortner spielte in Der Märtyrer seines Herzens Beethoven so gut, dass er in der Folge zu einem der wichtigsten expressionistischen Schauspieler im deutschsprachigen Raum avancierte.
Aufnahmen fanden beispielsweise im neu errichteten großen Filmatelier der „Sascha-Film“ in Wien-Sievering statt, wo eigens Schützengräben ausgehoben wurden. Die Filmmusik stammte häufiger als vor den Kriegsjahren von bekannten Komponisten wie Franz Lehár und Carl Michael Ziehrer, die sich wie viele andere kulturelle Persönlichkeiten dieser Zeit vom Krieg begeistern ließen.
Seltene, aber umso prominentere, Kritik an den Propagandafilmen kam von Karl Kraus, der das Kriegspressequartier, die „Sascha-Film“, Hubert Marischka, Dichterkollegen und Wochenschauoperateure öffentlich kritisierte.

### Kriegswochenschauen
Im September produzierte die Wiener Kunstfilm die erste Kriegswochenschau des Landes: das Kriegs-Journal. Nach Erscheinen der ersten acht Ausgaben trat auch die Sascha-Film gemeinsam mit „Philipp und Pressburger“ und der „Oesterreichisch-Ungarischen Kinoindustrie Gesellschaft“ mit der Veröffentlichung derer erster Kriegswochenschau auf den Markt. Diese trug die Bezeichnung „Österreichischer Kino-Wochenbericht vom nördlichen und südlichen Kriegsschauplatz“. Trotz des ausschweifenden Titels hatte diese Wochenschau mehr Erfolg. 1915 wurde sie in „Kinematographische Kriegsberichterstattung“, danach „Sascha-Kriegswochenbericht“ bezeichnet. Parallel dazu erschien auch die „Sascha-Meßter-Woche“.

## Späte Stummfilmära, 1918 bis 1930
| 1908                                                                 | 1 *               |
| 1909                                                                 | 0                 |
| 1910                                                                 | 6                 |
| 1911                                                                 | 10                |
| 1912                                                                 | 24                |
| 1913                                                                 | 39                |
| 1914                                                                 | 61                |
| 1915                                                                 | 30                |
| 1916                                                                 | 24                |
| 1917                                                                 | 54                |
| 1918                                                                 | 88                |
| 1919                                                                 | 130               |
| 1920                                                                 | 142               |
| 1921                                                                 | 120–135 **        |
| 1922                                                                 | 130 **            |
| 1923                                                                 | 35                |
| 1924                                                                 | 32                |
| 1925                                                                 | 35                |
| 1926                                                                 | 19                |
| 1927                                                                 | 21                |
| 1928                                                                 | 28                |
| 1929                                                                 | 23 (+ 1 Tonfilm)  |
| 1930                                                                 | 24 (+ 3 Tonfilme) |
| 1931                                                                 | 16 (+ 8 Tonfilme) |
| * Existenz des Films umstritten ** davon je 70 bis 75 Langspielfilme |                   |

Die nach dem Ersten Weltkrieg einsetzende Inflation beflügelte den österreichischen Filmexport, sodass Österreich für einige Jahre nach Deutschland eine der bedeutendsten Filmnationen Europas war. Diese Hochblüte des österreichischen Stummfilms flaute bereits ab 1923 wieder deutlich ab, als die Inflation in den Griff bekommen wurde und die Währung stabilisiert werden konnte. Filmimporte, die vor allem aus den Vereinigten Staaten hereinströmten, waren nun wieder billiger zu haben und zahlreiche der eben erst gegründeten österreichischen Filmproduktionsgesellschaften gingen pleite. Die Filmproduktion ging auf ein für die Größe des Landes angemessenes Niveau von 20 bis 30 Filmen jährlich zurück, was bis zum Ende der Stummfilmzeit auch so blieb. Während die Kinos bereits 1927 mit der Umstellung auf Tonfilme begannen (und diese 1931 abschlossen) benötigten die Filmproduktionsgesellschaften länger, konnten erst 1929 den ersten Tonfilm herstellen – ab 1932 wurden keine Stummfilme mehr hergestellt.
Die Filmproduktionen der 1920er-Jahre waren sehr vielfältig. Neben Standardproduktionen wie Komödien, Melodramen und Krimis trugen österreichische Filmschaffende bedeutend und auch früh zum expressionistischen Film, der zumeist nur Deutschland zugemessen wird, bei. Mitte der 20er-Jahre gab es auch eine Hochkonjunktur der Monumentalfilme, die zumeist von den ungarischstämmigen und in Wien für die Sascha- und Vita-Film tätigen Michael Curtiz und Alexander Korda getragen wurde und unter Miteinbeziehungen von Tausenden Statisten die größten und aufwändigsten Filme hervorbrachten, die je in Österreich hergestellt wurden. Auch neusachliche Filme sowie Aufklärungs- und später auch Sittenfilme, die mit freizügigen Darstellerinnen lockten, entstanden zur österreichischen Stummfilmzeit. Zahlreiche Filmtalente in den unterschiedlichsten Positionen, vom Kameramann über den Schauspieler bis zum Regisseur, begannen im Wien der Stummfilmära eine Karriere, die bald in Berlin und häufig auch in Hollywood fortgesetzt wurde (siehe Abschnitt Migration der Stummfilmzeit).

### Höhenflug der Filmproduktion

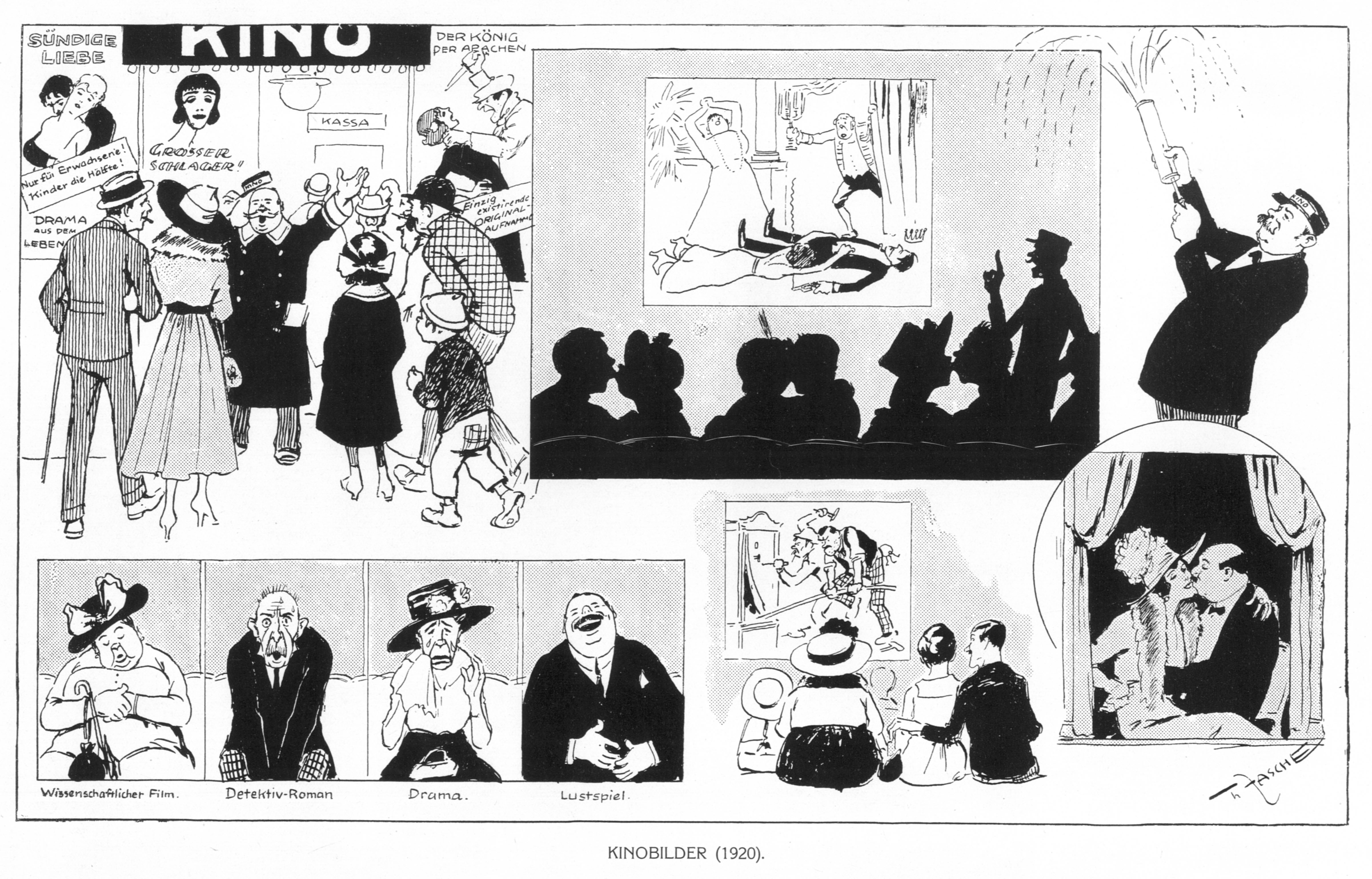
Theo Zasche Kinobilder 1920

Nach dem Zerfall Österreich-Ungarns war Österreich der einzige der Nachfolgestaaten der auf dem Weltfilmmarkt Bedeutung erlangen konnte. Nach einem kurzen Abflauen der Filmproduktion nach Kriegsende setzte 1919 ein regelrechter Boom der österreichischen Filmproduktion ein. Durch die inflationsbedingte starke Abwertung der Krone ergaben sich für die österreichischen Filmproduzenten bessere Chancen am nun so wichtigen Exportmarkt. Denn im nun auf sechs Millionen Einwohner geschrumpften Österreich konnten Filme durchschnittlich nur rund 10 Prozent der Herstellungskosten einspielen. Der Exportmarkt, allen voran bestehend aus den Nachfolgestaaten der Monarchie bzw. Osteuropa generell sowie dem Orient, Italien, Frankreich, Spanien, Skandinavien, Südamerika, England und natürlich Deutschland, war nun von besonderer Wichtigkeit. Im Gegensatz zu den Produzenten brachen die Filmverleiher nahezu zusammen. Die Lizenzen für das rund 1400 Kinos umfassende Österreich-Ungarn waren nun ungültig. Die Inflation machte Filmimporte zudem zu einem kaum leistbaren Unterfangen.
Noch 1919 wurden 30 Produktionsgesellschaften gegründet, 1922 waren es bereits 50. Führende Produzenten waren in diesen Jahren die Sascha-Film, Astoria-Film, Listo-Film, Micco Film, Mondial-Film, Schönbrunn-Film, Vita-Film und die Dreamland-Film, die allesamt auch über eigene Atelieranlagen – in Sievering (Sascha), auf der Hohen Warte (Astoria, Listo, Mondial), in Schönbrunn (Micco) und am Rosenhügel (Vita) – verfügten. Die österreichische Filmproduktion erreichte zwischen 1918 und 1922 nie gekannte Höhen, als jährlich bis zu 75 Langfilme und weitere 50 bis 60 Einakter hergestellt und weltweit vertrieben wurden. Nicht miteingerechnet sind hier die zahlreichen Lehr-, Kultur-, Dokumentar- und Propagandafilme. Obwohl die Ausstattung der Wiener Filmstudios der deutschen Konkurrenz zurückstand, konnten mit einfacheren Mitteln ebenso große Effekte und Filme hergestellt werden. In dieser Zeit erlebten zahlreiche Schauspieler durch die enorme Filmproduktion einen, für viele jedoch nur vorübergehenden, Karriereaufschwung. Der britische Filmtheoretiker L’Estrange Fawcett meinte in seinem 1928 erschienenen Buch Die Welt des Films sogar, dass die Stadt Wien „wie keine andere Europas geeignet“ ist, „sich zu einem europäischen Hollywood zu entwickeln. Die wundervollen Baudenkmäler, zumal der Barockzeit, die unvergleichliche Schönheit der Wiener Landschaft, das nahe Hochgebirge und die hervorragend günstigen klimatischen Verhältnisse prädestinieren Wien geradezu zur Filmstadt.“
Tatsächlich zählte Österreich in den Jahren nach dem Ersten Weltkrieg, als die europäische Filmproduktion mit Ausnahme Deutschlands weitgehend darnieder lag, zu den führenden Filmproduzenten Europas. Die vor dem Weltkrieg dominierenden europäischen Filmländer Großbritannien, Frankreich und Italien konnten ebenso wie Dänemark und andere europäische Länder kaum das Ausmaß der österreichischen Filmproduktion und -exporttätigkeit erreichen. Von einem Hollywood Europas, das noch am ehesten für Berlin zutreffend gewesen wäre, war Wien jedoch weit entfernt, zumal die Währungsreform die Inflation bald eindämmte, die Wechselkurse stabilisierte und somit den Wettbewerbsvorteil Österreichs zunichtemachte. Was für österreichische Produzenten eine Exporterschwernis darstellte, war für ausländische Filmproduzenten eine Importerleichterung. Vor allem aus den Vereinigten Staaten erreichte Österreich eine regelrechte Filmflut. Bereits 1923 gingen viele der noch jungen Filmgesellschaften wieder zu Grunde und viele weitere, die von den Banken und Anlegern nur als Spekulationsobjekte betrachtet wurden, gingen beim Wiener Börsenkrach im Frühjahr 1924 pleite.

### Filmwirtschaftskrise durch enorme US-Konkurrenz
Nach den produktivsten Jahren 1921 und 1922 begann ab 1923 die Filmproduktion wieder rasant abzunehmen. 1924 wurden nurmehr 32 Filme produziert, waren es 1922 noch rund 130 gewesen. Die aufwendigen Monumentalfilme waren lediglich der finanzielle und qualitative Höhepunkt dieser Zeit, denn längst machten US-amerikanische Filmproduktionen den österreichischen immer stärkere Konkurrenz in den Kinos. Die US-amerikanische Filmindustrie spielte die Produktionskosten in den Vereinigten Staaten herein und konnte danach ihre Filme weltweit zu Niedrigstpreisen auf den Markt werfen. Da die Qualität der amerikanischen Filme nicht zuletzt durch stetige Immigration von europäischen Filmschaffenden und deren Wissen konstant zugenommen hatte, während die europäische Filmindustrie im Ersten Weltkrieg qualitativ beinahe stillstand, hatte man den US-Produktionen nur noch wenig entgegenzusetzen.
1925 erreichte die US-amerikanische Dominanz, die bereits Frankreich, England und Italien getroffen hatte, auch Österreich. In diesem Jahr wurden von der Zensurbehörde 1200 US-Produktionen und rund weitere 800 aus anderen Ländern zum Import zugelassen, während in Österreich nur noch 35 Spielfilme in den mittlerweile technisch bestens eingerichteten Ateliers produziert wurden. Der Filmbedarf der 750 österreichischen Kinos wurde auf lediglich 300 bis 350 Filme geschätzt. Zahlreiche Produktionsgesellschaften schlossen zu dieser Zeit, und etwa 3000 Filmschaffende (direkt wie indirekt vom Film abhängig) wurden arbeitslos. Zur gleichen Zeit stieg jedoch die Zahl der Verleihfirmen auf etwa 70 an, wobei kleinere österreichische Verleiher ebenso zu Grunde gingen wie die Filmproduktionsgesellschaften.
Aus diesem Anlass rief der Filmbund Anfang Mai zu einer Demonstration auf, der sich rund 3.000 Künstler, Musiker, Artisten, Arbeiter und Angestellte sowie Gewerbetreibende der Filmbranche anschlossen. Darunter auch Größen wie Sascha Kolowrat-Krakowsky, Jacob und Luise Fleck, Walter Reisch, Magda Sonja, Michael Kertész, Hans Theyer und viele andere. Die Demonstration zog ausgehend von der Neubaugasse über die Mariahilfer Straße zum Parlament. Dies machte die Bundesregierung auf die Existenzbedrohung der österreichischen Filmwirtschaft aufmerksam, und bereits am 19. Mai trat ein auf zwei Jahre gültiges Filmkontingentierungsgesetz in Kraft. Von nun an mussten in österreichischen Filmproduktionen zumindest 75 % der Beschäftigten Österreicher sein, und die Einfuhr ausländischer Filme wurde kontingentiert und nach deutschem Vorbild an die Zahl der heimischen Produktionen gekoppelt (Zu Beginn 1 heimischer Spielfilm auf 20 ausländische, dann zwischen 1:10 und 1:18). Zwar war die Zeit der Massenproduktionen dennoch vorbei, aber der Fortbestand der heimischen Filmindustrie, wenn auch in abgespeckter Form, war somit gesichert. Auch einige ausländische Produktionen konnten nach Österreich gelockt werden, da hier die Produktionskosten rund 30 % niedriger als in den Nachbarstaaten.
Dennoch übersiedelten die meisten österreichischen Filmschaffenden endgültig nach Berlin – dem „Hollywood Europas“. Lediglich die Sascha-Film, mit dem Familienvermögen Sascha Kolowrat-Krakowskys im Hintergrund, vermochte noch Großproduktionen herzustellen.

### Expressionismus im österreichischen Film
Die in der Filmgeschichtsschreibung zumeist Deutschland zugeschriebene Expressionismus im Film fand seine Wurzeln auch in österreichischen Produktionen. Als erster Film überhaupt, der expressionistische Stilmittel eingesetzt hat, wird heute Jakob und Luise Flecks „Die Schlange der Leidenschaft“ aus dem Jahre 1918 angenommen. Obwohl der Film, wie viele andere Stummfilme, nicht mehr erhalten ist, was die Forschung ungemein erschwert, spricht die dramaturgische Konstruktion des Fieber-Alptraumes, durch den die Hauptperson geläutert wird, für diese Annahme. Filme, die vor Das Cabinet des Dr. Caligari (1920), dem erfolgreichsten expressionistischsten Film, hergestellt wurden, werden häufig als „vorexpressionistisch“ bezeichnet.
1920 erschien Paul Czinners „wichtigster“ Film – wie er 1970 im Fernsehen rückblickend meinte – während seiner Schaffenszeit in Wien: Der vorexpressionistische Film Inferno. In Berlin, damals Karriere-Sprungbrett für zahlreiche österreichische Filmschaffende, hielt er Kontakte zu den österreichischen Autoren Carl Mayer und Hans Janowitz, die gerade an der Vorlage zu Das Cabinet des Dr. Caligari arbeiteten, sowie zu Fritz Lang, der gerade Der Herr der Liebe inszenierte und am Anfang seiner erfolgreichen Karriere stand. Gemeinsam haben sie allesamt den expressionistischen Einfluss in ihren Werken. Czinner berichtete auch, dass er Bewegung im Film haben wollte und zu diesem Zweck auf einem Dreirad eine Kamera aufbauen lassen habe. Dies soll die erste Fahraufnahme gewesen sein, die daraufhin weltweit zur Anwendung und Weiterentwicklung kam.
1924 erscheint die Pan-Film-Produktion Orlac’s Hände mit den expressionistisch spielenden Darstellern Conrad Veidt als „Orlac“ und Fritz Kortner als „Nera“. Regie führte Robert Wiene. Ein zweiter bekannter und gut erforschter Vertreter des expressionistischen Films in Österreich war Hans Karl Breslauers Verfilmung von Hugo Bettauers Roman Die Stadt ohne Juden, die ebenfalls 1924 in die Kinos kam. Auffallender Unterschied zum Roman ist, dass „die Stadt“ nicht Wien, sondern „Utopia“ heißt. Eine seiner ersten Rollen erhielt in diesem Film Hans Moser. Als Hauptdarstellerin diente auch in diesem Film die Frau des Regisseurs, Anna Milety. Die bekannten jüdischen Schauspieler Gisela Werbezirk und Armin Berg waren in diesem Film nur in kleineren Rollen zu sehen.
Als einer der letzten expressionistischen Filme in Österreich wurde 1926 Das Haus des Dr. Gaudeamus hergestellt. Zeitgenössische Berichterstattung und Beschreibung der Dekors weisen auf expressionistische Gestaltung des nicht mehr erhaltenen Films hin.

### Neue Sachlichkeit und weiteres Filmschaffen der 20er-Jahre
Basierend auf den Sozialreportagen des Journalisten Emil Klägers aus der Wiener Kanalisation und anderen Zufluchtsorten von Obdach- und Arbeitslosen wurde der Spielfilm Durch die Quartiere des Elends und Verbrechens produziert, der am 25. Juni 1920 in den Wiener Kinos erschien. Bei diesem Film dürfte es sich um die erste verfilmte Sozialreportage Österreichs handeln. In den folgenden Jahren erschienen auch Spielfilme, die sich mit der tristen Lage des inflationsgeplagten Österreichs nach dem Ersten Weltkrieg auseinandersetzte: Frauen aus der Wiener Vorstadt (1925), Haifische der Nachkriegszeit (1926), Saccho und Vanzetti (1927), Andere Frauen (1928), Eine Dirne ist ermordet worden (1930), um einige zu nennen.
Bereits 1921 erschien ein Film, der die jüngste österreichische Geschichte thematisierte: Kaiser Karl mit Josef Stätter als Hauptdarsteller und Grit Haid, der Schwester von Liane Haid, als seine Frau „Zita“. Mit Kronprinz Rudolfs Tod setzte sich 1925 der Film Leibfiaker Bratfisch auseinander, der Erinnerungen seines Fiakers wiedergab. Der Regisseur Hans Otto Löwenstein verwendete hierzu auch viele Szenen aus seinem 1919 verbotenen Mayerling-Film. Auch Kaiser Karl wurde von ihm inszeniert. Im selben Jahr erschien auch Oberst Redl, der einen Spionagefall des Jahres 1913 thematisierte. Die Themen beider Filme wurden auch in der jüngsten österreichischen Filmgeschichte wieder aufgegriffen. 1921, 25 Jahre nach Erscheinen des utopischen Werkes „Der Judenstaat“ von Theodor Herzl, erschien ein Tribut an diesen Autor und Psychologen: Theodor Herzl, der Bannerträger des jüdischen Volkes. Hauptdarsteller waren Rudolf und Josef Schildkraut im historischen Teil des Films, und Ernst Bath als Theodor Herzl.
Die berühmteste Verfilmung eines Hugo-Bettauer-Werkes war jedoch die 1925 erschienene Produktion Die freudlose Gasse unter Regisseur G. W. Pabst. Der auch heute noch als Vertreter des frühen Filmschaffens international aufgeführte Film erschien erstmals in den Kinos, nachdem Hugo Bettauer durch ein NSDAP-Mitglied ermordet worden war. Der Film wurde in Berliner Studios aufgenommen, mit Schauspielern wie Greta Garbo, Asta Nielsen und Werner Krauß. Er spielte im stark von der Inflation geprägten Wien der Gegenwart und gilt international als Startschuss für die Stilrichtung Neue Sachlichkeit im Film. Seine Deutschland-Premiere hatte er ebenfalls in Berlin – wo G. W. Pabst neben Fritz Lang, Paul Czinner und anderen Österreichern ihre Hauptschaffenszeit verbrachten – im Kino „Mozartsaal“. In Frankreich erreichte Pabst mit diesem Film fast noch mehr Ruhm als im deutschsprachigen Raum. Er erschien unter dem Namen La rue sans joie und wurde am 21. Jänner 1926 im Pariser Studio des Ursulines uraufgeführt.

### Aufklärung und Freizügigkeit als neue Filmthemen
Im Zuge aufkommender freizügigerer Mode im Alltag und der „Neuen Sachlichkeit“ als Realität-bezogener Stilrichtung in vielen Bereichen der Kunst, wagten sich nun auch die etablierten Filmgesellschaften erstmals Vorstöße zu freizügigeren Filmen zu machen. So erschien Anita Berber als dürftig bekleidete Tänzerin in Irrlichter der Tiefe (1923), und in Café Elektric wurden nicht nur Marlene Dietrichs Beine ausführlich zur Schau gestellt, sondern auch ausgedehnte Kussszenen mit Willi Forst gezeigt.
Die 1920er Jahre wurden zum „goldenen Zeitalter“ des Aufklärungs- und Sittenfilms. Filme bedienten sich der körperlichen Freizügigkeit sowie Traum- und Wahnszenen. Diesbezüglich erschienen 1924 Was ist Liebe? mit Dora Kaiser und Carmen Cartellieri und Moderne Laster über Trunksucht. Im Jahr 1928 erschien mit Andere Frauen eine weitere Hugo Bettauer-Verfilmung.
Herrschten zwischen 1918 und 1924 die aufklärerischen Filme vor so waren die Filme ab 1927 mehr von Voyeurismus geprägt. Der erste Aufklärungsfilm erschien 1918 und thematisierte Erbkrankheiten: Die Geißel der Menschheit. Wie bereits in so vielen Stilrichtungen des Films war auch dieses Mal die Wiener Kunstfilm-Industrie Pionier. International anerkannte Aufklärungsfilme entstanden jedoch auch von der Staatlichen Bundesfilmhauptstelle, wie etwa Narkotika, ein Film über Rauschgifte, der etwa in Genf drei Wochen in den großen Kinos lief. Von den privaten Filmgesellschaften ragte besonders die Pan-Film mit Aufklärungsfilmen hervor. Ihre Produktionen wie Alkohol, Sexualität und Kriminalität, Hygiene der Ehe und Wie sag' ichs meinem Kinde? taten sich auf populärwissenschaftlichem Gebiet hervor. Mit Paragraph 144 wurde auch der Schwangerschaftsabbruch in einer Filmproduktion thematisiert. Als Regisseur diente in vielen dieser Aufklärungsfilme Dr. Leopold Niernberger, unter Mithilfe von gelehrten Professoren.
Ab 1924 kamen dann kaum noch Filme aus dem Gebiet der Aufklärung heraus. 1927 wurde das Gebiet auf andere Weise wiederbelebt. Es erschien Das Mädchen ohne Heimat und 1930 Eros in Ketten. 1930 starb die Schauspielerin und Tänzerin Anita Berber, die bis dahin in Wiener Varietés feuchtfröhlich mit halb nackten oder nackten Auftritten für Aufsehen sorgte. Dokumentiert wurde dies 1923 in Tänze des Grauens und Lasters. Der Film ist jedoch nicht mehr erhalten.

### Aufwendige Monumentalfilme
Zu Beginn der 1920er Jahre kamen auch in Österreich Monumentalfilme in Mode. Grund war natürlich geschäftliches Interesse, da solche exotischen Großproduktionen, in denen neben noch nie da gewesenen Massenszenen und detailgetreuen Kulissen und Kostümen auch Nacktszenen vor kamen, das Publikum in Scharen anlockten. Interesse bestand auch, zumal man 1922 das Grab des ägyptischen Pharaos Tutanchamun entdeckte, was weltweit für Aufsehen sorgte, und eine regelrechte Modewelle auslöste.
Bereits 1920 ließ Sascha Kolowrat-Krakowsky im Wiener Prater, westlich der Rotunde, die Filmstadt „Alt-London“ erbauen. Dort drehte Alexander Korda Prinz und Bettelknabe, basierend auf einem Roman Mark Twains. 1922 erhielt Alexander Kordas Produktion Eine versunkene Welt in Mailand sogar einen Filmpreis.
1922 erschien der Monumentalfilm Sodom und Gomorrha, produziert von der Sascha-Film Sascha Kolowrat-Krakowskys. Dieser befand sich 1918 in den Vereinigten Staaten um die dortige Filmwirtschaft zu begutachten. Dort kam ihm auch die Idee, in Österreich Monumentalfilme mit einer Vielzahl von Komparsen zu produzieren, da diese in den USA zu dieser Zeit sehr beliebt waren und er auch die USA als Absatzmarkt im Visier hatte. In dem 1920 bis 1922 produzierten Film führte Michael Kertész, der sich später in den USA Michael Curtiz nannte, Regie, und seine Frau, die Ungarin Lucy Doraine, spielte die Hauptrolle.
Einzigartig in der österreichischen Filmgeschichte ist der Film ob seiner Ausmaße bei den Dreharbeiten. Die amerikanischen Monumentalfilme, die italienischen Antikfilme und die deutschen Kostümfilme sollten allesamt überboten werden. Hunderte Handwerker und technische wie künstlerische Mitarbeiter fanden während der drei Jahre andauernden Dreharbeiten ebenso Beschäftigung im vom Inflation und Arbeitslosigkeit geprägten Österreich wie auch tausende Statisten. Tausende Kostüme, Perücken, Bärte, Sandalen, Flitterschmuck, Standarten, Pferdegespanne und dergleichen wurden eigens für die Produktion zumeist vor Ort angefertigt. Architektonisches Meisterwerk war der von drei Architekten entworfene „Tempel von Sodom“, welcher in dieser Epoche weltweit zu den größten Filmbauwerken zählte. Wenig verwundert, dass Sodom und Gomorrha einer der teuersten je in Österreich hergestellten Filme wurde. Dennoch kostete er etwa fünfmal so viel, wie geplant war. Am Ende des Filmes sollte der Tempel in sich zusammenstürzen, weshalb Pyrotechniker zur Sprengung angestellt wurden. Dennoch traten Pannen auf, bei denen es sogar Tote und Verletzte gab, was auch gerichtliche Folgen hatte. Der Regisseur wurde freigesprochen, der „Wannenmacher“ (Kunstfeuerwerker) zu zehn Tagen Arrest und 500.000 Kronen Geldstrafe verurteilt. Der Boom der österreichischen Filmproduktion hatte auch die Gründung einiger Spezialunternehmen zur Folge. So eröffnete am 19. September 1919 das „Ausstattungsinstitut Schmiedl“, das von nun an fast alles, was in einem Film gebraucht werden konnte, verlieh: Geschirr, dekorative Kunstobjekte, Kostüme und vieles andere. Schon länger existierte die „Wiener Werkstätte für dekorative Kunst Ges.m.b.H. Wien“, die bereits eine Vielzahl von Kostümen aus Filmproduktionen der letzten Jahre auf Lager hatte.
1923 eröffnet die Vita-Film am Rosenhügel in Mauer die größten und modernsten österreichischen Filmstudios. Mit dem Bau begonnen wurde bereits 1919, bespielbar war das Grundstück und bereits fertiggestellte Teile der Anlage auch schon vorher. Dort drehte die Vita-Film, die Nachfolgefirma der Wiener Kunstfilm-Industrie, für 12 Millionen Kronen im Jahr 1922 den Monumentalfilm Samson und Delila. Regisseur war Alexander Korda. Wie auch bei Sodom und Gomorrha spielte auch in Samson und Delila die Frau des Regisseurs die Hauptrolle. Der kräftige Samson wurde von Alfredo Gal gespielt.
In Die Sklavenkönigin teilte man 1924 mitten in Wien das Rote Meer. Gekonnte Modellierung der Kulissen und tricktechnische Nachbearbeitung sorgten für eine täuschend echte Wirkung der Szene, die nicht nur vom Publikum begeistert aufgenommen wurde, sondern auch von der nationalen wie internationalen Kritik. Als freizügig gekleidete Hauptdarstellerin bekam man María Corda zu sehen. Regie führte abermals Michael Kertész. Mit 1,5 Milliarden Kronen Produktionskosten war es einer der teuersten je in Österreich hergestellten Filme.
1925 entstand mit Salammbô – der Kampf um Karthago der vorletzte Monumentalfilm der Sascha-Film. Mit Harun al Raschid, der dem Fritz-Lang-Film Dr. Mabuse, der Spieler nachempfunden war, entstand jedoch noch ein weiteres Großprojekt. Regie führte abermals Michael Kertész.
1925 wurde mit Der Rosenkavalier, basierend auf der gleichnamigen Oper, von der Pan-Film eine Großproduktion der anderen Art hergestellt. Der von Robert Wiene inszenierte Film spielte im barocken Wien und wartete mit unzähligen Kostümen, Perücken und etwa 10.000 Statisten auf. Für die Filmmusik, die separat auf einer Schallplatte aufgenommen wurde, stammte wie auch schon im Opernstück von Richard Strauss. Auch die Uraufführung fand wie das Opernstück in der Dresdner Semperoper statt, am 10. Jänner 1926. Der letzte Monumentalfilm wurde noch 1925 von der Sascha-Film fertiggestellt: Die Rache des Pharaos. Veränderter Publikumsgeschmack machte weitere Monumentalfilmproduktionen unattraktiv.

### Filmproduktionsstätten außerhalb Wiens
Nach Ende der Monarchie nahm die Bedeutung Wiens als „die Filmproduktionsstadt Österreichs“ noch weiter zu. Die Bundesländer dienten je nach Filmthema lediglich als Landschaftskulissen, wobei Niederösterreich aufgrund der geografischen Nähe überproportional häufig zu Außenaufnahmen herangezogen wurde. Versuche in anderen Städten dem Wiener Film Konkurrenz zu machen, waren kaum erfolgreich. In Graz wurden 1919 die „Alpin-Film“, 1920 die „Opern-Film“ unter Adolf Peter und Ludwig Loibner und 1921 die „Mitropa-Musikfilm“ gegründet. In Innsbruck war ab 1921 die „Tiroler-Heimatfilm“ produktiv und in Salzburg nahm 1921 die „Salzburger-Kunstfilm“ ihre Tätigkeit auf. Alle diese Unternehmen hatten gemeinsam, dass ihnen nur eine kurze Lebensdauer beschert war. Nicht zuletzt, da ihre Gründungen kurz vor der großen Krise der europäischen Filmproduktion Mitte der 1920er Jahre erfolgten.
1919 entstanden die Kurzfilme (600 bis 800 Meter) Der Sprung in die Ehe mit Ernst Arnold als Hauptdarsteller und Die Zwangsjacke mit Sängern der Grazer Oper als Darsteller. Beide stammten von der „Alpin-Film“. Ebenfalls in Graz produzierte man die Filme Czaty, Die schöne Müllerin und Schwarze Augen. Alle drei Filme inszenierte Ludwig Loibner und wurden von der Mitropa-Musikfilm produziert. Besonderheit dieser Stummfilme war, dass es keine Zwischentitel gab, da stattdessen Sänger und Orchester den Film begleiteten, wozu Adolf Peter Balladenmusik von Carl Loewe und Liedmusik von Franz Schubert bearbeitete. Problematisch war natürlich die Abstimmung von Orchester und Sänger auf den Film, weshalb es abgesehen von der Premiere der Filme am 19. September 1921 zu keinen weiteren Aufführungen Belege gibt.
Ebenfalls in der Steiermark stellte der Dokumentarfilmpionier Bruno Lötsch, Vater von Umweltschützer und Museumsdirektor Bernd Lötsch, seine ersten Aufnahmen für das ab 1920 erschienene „Steiermärkische Filmjournal“ her, einer Wochenschau im Grazer Kinovorprogramm. 1920 war auch das Jahr, in dem die Wiener Astoria-Film in Tirol zwei Filme nach Werken von Karl Schönherr mit Schauspielern der Innsbrucker Exl-Bühne verfilmte: Erde und Glaube und Heimat, wo der später äußerst erfolgreiche Eduard Hoesch noch die Handkurbel der Kamera bediente. 1921 nahm die Tiroler Heimatfilm mit Um Haus und Hof ihre erste Produktion in Angriff. Dies war eine Verfilmung eines Dramas von Franz Kranewitter mit Schauspielern der Exl-Bühne und unter Regie von Eduard Köck, der später vor allem als Schauspieler in Erscheinung trat.
1921 stellte die Salzburger Stiegl-Brauerei in Maxglan landwirtschaftliche Gebäude der eben gegründeten „Salzburger-Kunstfilm“ zur Verfügung. Dort errichtete die junge Filmproduktionsgesellschaft ein Labor und ein Filmatelier. Es wurde sogleich der Dokumentarfilm Die Festspiele 1921 hergestellt, in dem man Alexander Moissi als „Jedermann“, Werner Krauß als „Tod“ und Hedwig Bleibtreu als „Glaube“ sehen konnte. Der erste Spielfilm, Die Tragödie des Carlo Pinetti mit Hauptdarsteller Alphons Fryland, prämierte am 29. Jänner 1924 in Wien. Ein zweiter sollte nie erfolgen, da die Unternehmung mit Sitz im Hotel „Österreichischer Hof“ schon 1925 – mitten in der schwersten Krise des österreichischen Stummfilms – Konkurs eröffnete.

### Die letzten Jahre des Stummfilms
| 1908–1913 | 80        |
| 1914–1918 | 257       |
| 1919–1922 | 522–537   |
| 1923–1931 | 233       |
| Total:    | 1088–1103 |

1926 erschienen neben 19 Spielfilmen auch erstmals die Filmzeitschrift Mein Film, die fortan, bis zur Einstellung 1956, eine der einflussreichsten Wiener Filmzeitschriften war.
1925 produzierte die Sascha-Film Das Spielzeug von Paris mit der französischen Schauspielern Lily Damita in der Hauptrolle. Der Film bestach durch die Fülle prachtvoller Abendkleider, die vom Modehaus Ludwig Zwiback und Bruder stammten. Dies wurde auch in den Filmzeitschriften nicht zu erwähnen vergessen. Die heimischen Filme mit ihren bekannten Darstellern waren damals häufig eine werbewirksame Modeschau der lokalen Bekleidungshäuser. 1927 stellte Sascha-Film Die Pratermizzi her. Ein vorbestimmter Erfolg, angesichts der Tatsache, dass die Sascha-Film der einzig verbliebene Großproduzent Österreichs war. Regisseur war Gustav Ucicky und Hauptdarstellerin die „Säuferin großen Stils“, die US-Amerikanerin Nita Naldi. „Stets mussten mehrere Flaschen französischen Champagners, Kognak und erstklassige Schnäpse in ihrer Garderobe bereitstehen, sonst wollte sie nichts spielen. Während ihres Ankleidens und Schminkens trank sie schon mindestens eine Flasche leer, nach jeder Szene folgte eine weitere – untermischt mit Gläsern Schnaps […] Zum Überdruss hatte sich die schon sehr ramponierte Frau in den damals noch sehr jungen Partner Igo Sym verliebt und attackierte ihn, wo es nur möglich war. Schon während der Fahrt ins Atelier ging es los, und in ihrer Garderobe kam es zu wüsten Verführungsszenen.“
1927 folgte der Film Café Elektric, für welchen der inzwischen schwer krebskranke Sascha Kolowrat-Krakowsky Willi Forst und Marlene Dietrich als Hauptdarsteller entdeckte. Regie führte abermals der ehemalige Kameramann Gustav Ucicky, der sich bei Die Pratermizzi behaupten konnte und so Sascha Kolowrat-Krakowskys Vertrauen erlangte. Willi Forst spielte glaubwürdig einen Unterweltganoven, entfaltete aber erst in den Tonfilmen seinen sympathischen Charakter. Und Marlene Dietrich, die bereits in dieser ersten Rolle in vielen Szenen mit ihren körperlichen Reizen aufwarten konnte, erlangte ihre einzigartige Ausstrahlung erst in den von Josef von Sternberg inszenierten Filmen.
In Deutschland gelang 1927 dem für die Ufa arbeitenden österreichischen Regisseur Fritz Lang mit dem sozialkritischen Science-Fiction-Klassiker Metropolis ein Film von Weltgeltung. Es war zudem der teuerste Film den die Ufa jemals finanziert hatte, was die Filmgesellschaft vorübergehend auch in finanzielle Bedrängnis brachte. Ebenfalls 1927 kam nach einem Rechtswissenschaftsstudium der 20-jährige Wiener Alfred Zinnemann über einer Kameraausbildung in Paris zum Film. Er ging zuerst als Kameraassistent nach Berlin und emigrierte 1929 in die Vereinigten Staaten, wo er ab den späten 1930er Jahren als Regisseur und Produzent Karriere macht. Für seinen Kurzfilm That mothers might live erhielt er sogar einen Oscar.
1927 erschienen 21 österreichische Spielfilme, 1928 stieg die Zahl auf 28 an. Es existierten 70 Verleihunternehmen. 1929 erschienen dann 23 Stummfilme und der erste Tonfilm, und 1930 13 Stumm- und 4 Tonfilme. Darunter der mit deutsch-nationalen Sprüchen in den Zwischentiteln aufwartende Stummfilmoperette Erzherzog Johann von Regisseur Max Neufeld. Mit Das Schicksal derer von Habsburg war zu dieser Zeit ein weiterer Film über die Habsburger zu sehen. In dieser deutschen Produktion spielte Leni Riefenstahl die Geliebte von Kronprinz Rudolf, Mary Vetsera.
1929 setzte sich in neorealistischer Manier Fritz Weiß in seinem Film Vagabund für die soziale Stellung von Landstreichern ein. Darin wirkten auch die noch jungen Schauspieler Walter Edhofer, Paula Pflüger und Otto Hartmann. Verwendet wurden auch Aufnahmen aus dem realen Leben. Fritz Weiß orientierte sich in diesem Werk stark am sowjetischen Revolutionsfilm, den er genau studiert hatte.

### Migration der Stummfilmzeit
In der Zwischenkriegszeit vermischte sich die österreichische und deutsche Filmindustrie immer mehr. Viele österreichische Filmschaffende pendelten zwischen Wien und Berlin oder blieben überhaupt dort, wie etwa Fritz Lang, Fritz Kortner und viele andere. Doch auch deutsche Filmschaffende trugen bereits in den 20er-Jahren immer wieder bedeutend zu österreichischen Filmen bei, so etwa der Regisseur Robert Wiene. Auch nach Hollywood herrschte stets eine Auswanderungsbewegung, die häufig über die Zwischenstation Berlin lief.
Einige Österreicher konnten ihre US-Karriere bereits vor dem Ersten Weltkrieg beginnen. Als erster muss hierbei Joseph Delmont genannt werden, der schon im ersten Jahrzehnt des 20. Jahrhunderts an der Ostküste filmte. Wesentlich bekannter und filmgeschichtlich bedeutender ist jedoch die Karriere, die Erich von Stroheim 1909 in Hollywood als Schauspieler begann und als einer der bedeutendsten Regisseure beendete. 1911 begann auch Josef von Sternberg seine Hollywood-Karriere. Erstmals Regie führte er jedoch erst 1924. 1930 versah er Marlene Dietrich in Berlin mit der Hauptrolle in „Der blaue Engel“, die ihre weltberühmte Karriere begründete. Der Komponist Max Steiner wanderte noch während des Ersten Weltkrieges in die Vereinigten Staaten aus, wo er 1916 seine erste Filmmusik komponierte und 1929 von Hollywood entdeckt wurde. Abgesehen von den eben genannten emigrierten in der Stummfilmzeit nur wenige andere erfolgreich nach Hollywood – Berlin blieb für die meisten bis zur Machtergreifung der Nationalsozialisten interessanter. Der Wiener Schauspieler Georg Wilhelm Pabst begann an der „Neuen Wiener Bühne“, spielte aber ab 1910 in New York, und wurde im Ersten Weltkrieg von den Franzosen interniert. Bekannt wurde er jedoch als Regisseur in Berlin und Wien, nachdem sein Hollywood-Engagement nicht geglückt war. Der Wiener Fritz Lang begann seine Karriere direkt in Berlin, wo er in den 1920er-Jahren einer der bedeutendsten Regisseure war.
Richard Oswald arbeitete ab 1913 in Berlin als Filmdramaturg, wechselte aber nur wenig später ins Regiefach. Für Aufsehen sorgte er als Begründer des Aufklärungsfilms mit der Behandlung von Tabuthemen wie etwa dem Schwangerschaftsabbruch. Joe May inszenierte Operetten in Hamburg und drehte ab 1912 unter anderem die Filmserien rund um Detektiv Stuart-Webbs. 1933 emigrierte auch er nach Hollywood. Seine Frau Hermine Pfleger, bekannt unter dem Künstlernamen Mia May, ging mit ihm.
Neben den bekannten Schauspielern und Regisseuren zählten aber auch viele Kameraleute, Drehbuchautoren, Techniker und Produzenten zu den Emigranten. In den 1910er und 1920er Jahren verlegten mit Franz Planer, Paul Czinner, Carl Mayer, Jakob und Luise Fleck, Edgar G. Ulmer, Fred Zinnemann, Peter Lorre, Billy Wilder und auch Max Reinhardt weitere Österreicher ihren Hauptwohnsitz nach Deutschland – in die europäische Filmmetropole Berlin.
Hans Theyer und Eduard Hoesch machten sich als Kameraleute von Wochenschauen und Spielfilmen weltweit, vor allem in Dänemark, verdient. Die Mehrheit ihres Schaffens erbrachten sie jedoch in Österreich, wo sich Hoesch nach dem Zweiten Weltkrieg als Produzent und Regisseur von Heimatfilmen einbrachte.
Anfang der 1920er Jahre flohen auch zahlreiche ungarische Filmschaffende vor dem Béla-Kun-Regime nach Österreich, was sich in der Filmproduktion widerspiegelt. So waren die bedeutendsten Regisseure österreichischer Monumentalfilme – Alexander Korda und Michael Kertész – Ungarn. Einige weitere große Namen des damaligen ungarischen Films, die damals nach Wien übersiedelten, waren Vilma Bánky, Michael Varkonyi, Béla Balázs und Oskar Beregi. Obwohl die Monarchie nicht mehr existierte, war das österreichische Filmschaffen noch immer von vielen Filmschaffenden der ehemaligen Kronländer geprägt.
Was die Auswanderung heimischer Filmschaffender und die diesbezügliche Rolle der Politik betraf, schrieb der aus Ungarn stammende Filmproduzent Josef Somló im Jahr 1929: „Von Fritz Lang bis Stroheim ist eine lange Reiher österreichischer Filmregisseure aufzuzählen, die als Berühmtheiten der internationalen Filmwelt im Ausland tätig sind, wer weiß, wie viele Talente noch in Österreich untätig verdorren müssen, weil eine kurzsichtige Steuergesetzgebung eine Industrie, die wie nichts anderes geeignet erscheint, die Kultur der Heimat widerzuspiegeln, jede Entwicklungsmöglichkeit nimmt.“